# Eulacophyllum
Eulacophyllum là một chi rêu trong họ Stereophyllaceae.